# Бороздинский сельсовет
Борозди́нский сельсове́т — упразднённые административно-территориальная единица и сельское поселение в Альменевском районе Курганской области.
Административный центр — село Бороздинка.
Законом Курганской области от 29.06.2021 № 72 к 9 июля 2021 года сельсовет упразднён в связи с преобразованием муниципального района в муниципальный округ.

## География
Площадь сельсовета 305,6 км², в том числе площадь населенных пунктов 22,64 км², земли лесного фонда 36,06 км².

## История
Образован в 1930-х годах в Ялано-Катайском районе Челябинской области.
Указами Президиума Верховного Совета РСФСР от 12 ноября и 17 декабря 1940 года Ялано-Катайский район разделён на Альменевский и Сафакулевский районы. Бороздинский сельсовет вошёл в состав Альменевского района.
Указом Президиума Верховного Совета СССР от 6 февраля 1943 года образована Курганская область. Альменевский район вошёл в её состав.
Указом Президиума Верховного Совета РСФСР от 14 июня 1954 года Бороздинский и Искандеровский сельсоветы объединены в один Бороздинский сельсовет.
Решением Курганского облисполкома № 190 от 14 мая 1959 года д. Манатово и д. Подъясово перечислены из Юламановского сельсовета в состав Бороздинского сельсовета.
Указом Президиума Верховного Совета РСФСР от 1 февраля 1963 года образован укрупнённый Щучанский сельский район, в который передан Бороздинский сельсовет.
Решением Курганского облисполкома № 79 от 24 февраля 1964 года д. Кужакуль и д. Старый Ибрайкуль исключены из Бороздинского сельсовета как сселившаяся.
Указом Президиума Верховного Совета РСФСР от 3 марта 1964 года Бороздинский сельсовет передан в Шумихинский сельский район.
Решением Курганского облисполкома № 107 от 23 марта 1964 года д. Майлык перечислена из Танрыкуловского сельсовета в состав Бороздинского сельсовета.
Указом Президиума Верховного Совета РСФСР от 12 января 1965 года Шумихинский сельский район разукрупнён. Бороздинский сельсовет вошёл в состав вновь образованного Альменевский района,
Решением Курганского облисполкома № 197 от 12 мая 1965 года д. Подъясово перечислена из Бороздинского сельсовета в состав Танрыкуловского сельсовета.
Решением Курганского облисполкома № 389 от 27 сентября 1965 года д. Ильясово и д. Новый Ибрайкуль исключены из Бороздинского сельсовета как сселившаяся.
Решением Курганского облисполкома № 291 от 29 июля 1970 года д. Куйбак исключена из Бороздинского сельсовета как сселившаяся.

## Население
| 1989 | 2002  | 2004  | 2010 | 2012 | 2013 | 2014 |
| ---- | ----- | ----- | ---- | ---- | ---- | ---- |
| 1986 | ↘1257 | ↘1148 | ↘842 | ↘739 | ↘693 | ↘652 |
| 2015 | 2016  | 2017  | 2018 | 2019 | 2020 |      |
| ↘614 | ↘561  | ↘548  | ↘515 | ↘490 | ↘456 |      |

## Состав сельского поселения
| № | Населённый пункт | Тип населённого пункта       | Население |
| - | ---------------- | ---------------------------- | --------- |
| 1 | Бороздинка       | село, административный центр | →320      |
| 2 | Искандарово      | деревня                      | ↗145      |
| 3 | Майлык           | деревня                      | →266      |
| 4 | Щучанка          | деревня                      | ↘95       |

Из 790 человек, проживающих на 1 января 2014 года, трудоспособное население — 501, пенсионеры — 245, детей — 137.
Численность незанятого населения — 200, в том числе состоят на учете в центре занятости 6 человек. Работают по месту жительства — 101 человек. За пределами сельсовета работают 152 человек.
Хозяйств 324, в том числе в с. Бороздинка 116, в д. Искандарово 40, д. Щучанка 40, д. Майлык 128.

## Местное самоуправление
Глава Бороздинского сельсовета
- 2010—2013 Мухамедьжанов Рафаел Накиевич (род. 27 июля 1954)
- 2013—2015 Зайнуллин Рамиль Исмагильянович (род. 10 августа 1985)
- С 25 сентября 2015 года Гайсин Нурис Мангарович

Администрация располагается по адресу: 641143, Курганская область, Альменевский район, с. Бороздинка, ул. Ленина,30.